# Чи-Чи

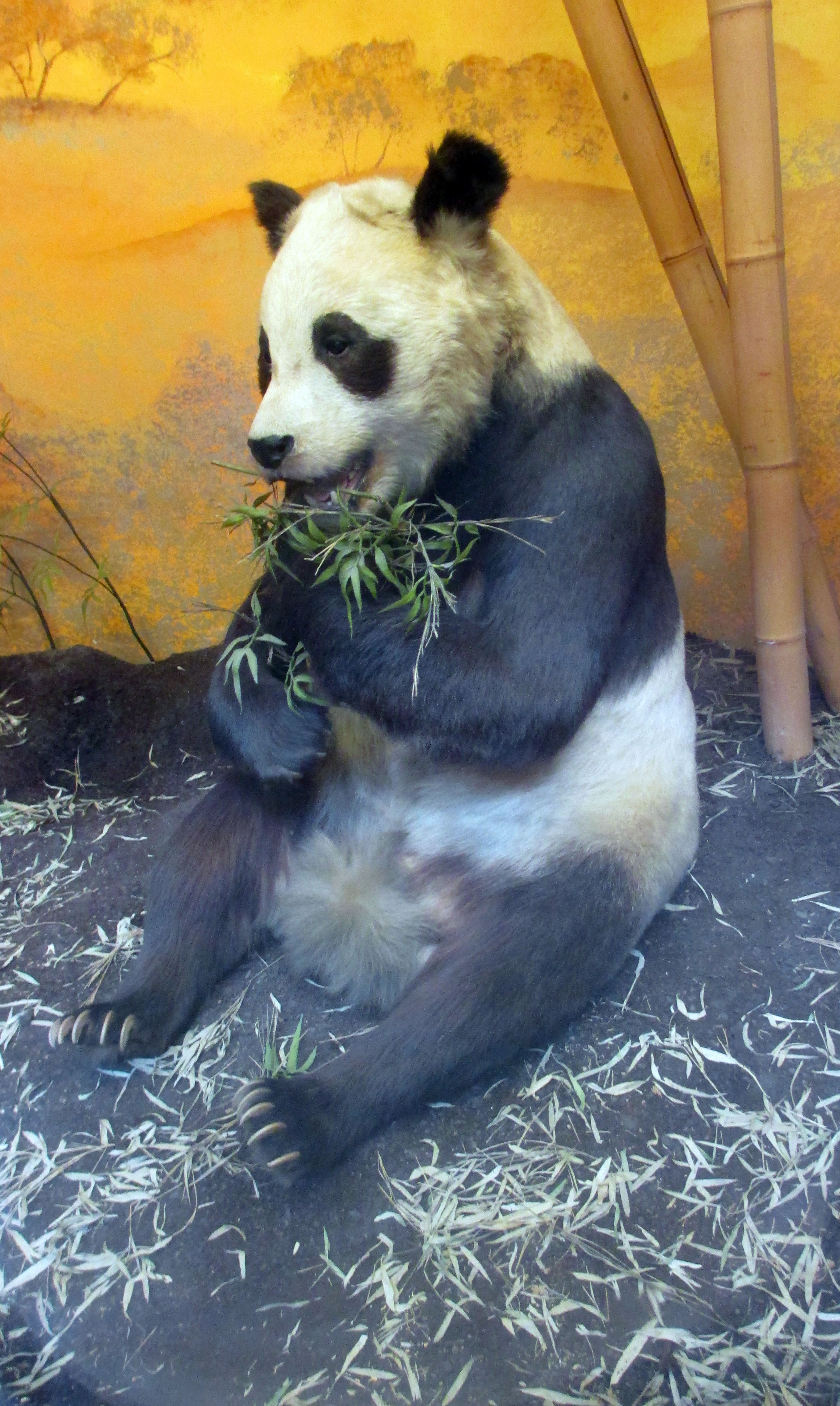
Чучело Чи-Чи в Музее естественной истории Лондона

Чи-Чи (1957, дикая природа в провинции Сычуань — 22 июля 1972, Лондонский зоопарк, Великобритания) — известная самка панды. Она была одной из четырёх панд, направленных в Лондонский зоопарк, и со временем стала любимицей жителей Великобритании.

## Биография
Ещё медвежонком она была поймана в декабре 1957 года в провинции Сычуань. В январе 1958 года прибыла в Пекинский зоопарк. В мае 1958 года Хейни Деммер, австрийский брокер-анималист, обменял впечатляющую коллекцию копытных животных из Африки на Чи-Чи. Он привёз её в Московский зоопарк. Через неделю её повезли в Берлинский зоопарк. В том же году панду продали американскому зоопарку, но из-за напряжённых американо-китайских отношений Чи-Чи был запрещён въезд в США.
Лондонское зоологическое общество до этого неоднократно заявляло, что, в интересах дикой природы, не собирается приобретать панд. Однако когда Чи-Чи была уже поймана, было принято решение купить её. Часть средств на покупку выделила телекомпания Granada TV. 26 сентября 1958 года Чи-Чи стала собственностью Лондонского зоопарка. Чи-Чи стала любимицей жителей Великобритании. Посетители зоопарка любили её и часто угощали шоколадом.
В конце 1960-х годов к жизни Чи-Чи было пристальное внимание. Большие полосы газет посвящались новостям о связи Чи-Чи с пандой Ань-Ань из Московского зоопарка. Её несколько раз отвозили в Москву, чтобы она могла забеременеть и дать потомство. Однако эта пара не дала детёнышей. Чи-Чи умерла 22 июля 1972 года. Её смерть оплакивала вся страна.

### Значение
Во время пребывания Чи-Чи в Лондонском зоопарке, в 1961 году, её увидел один из основателей Всемирного фонда дикой природы — учёный и художник-анималист сэр Питер Скотт. Он сделал стилизованный портрет панды и решил, что изображение этого добродушного, нуждающегося в защите животного станет прекрасным символом нового фонда. С тех пор панда стала символом всемирной организации по спасению животных, а сам логотип стал одним из самых узнаваемых в мире.